# هارون ماركوس
هارون ماركوس (بالإنجليزية: Aaron Marcus)‏ هو مصمم جرافيك أمريكي، ولد في 22 مايو 1943.